# Detonantes
Detonantes —título original Trigger Warning— es una película de suspenso y acción estadounidense de 2024 dirigida por Mouly Surya en su debut cinematográfico en inglés y escrita por John Brancato, Josh Olson y Halley Gross. Producida por Thunder Road Films y Lady Spitfire, la película está protagonizada por Jessica Alba y Anthony Michael Hall. La película sigue a una hábil oficial de las Fuerzas Especiales que se hace cargo del bar de su padre poco después de su muerte, y pronto se encuentra en desacuerdo con la violenta pandilla que arrasa en su ciudad natal.
El guion especulativo de Trigger Warning fue adquirido por primera vez por Thunder Road Films en junio de 2016. Fue descrito como un cruce liderado por mujeres entre First Blood y John Wick. Posteriormente, Netflix adquirió la película en mayo de 2020. En septiembre de 2021 se anunciaron varios cástines y el rodaje se llevó a cabo en Nuevo México entre septiembre y octubre de 2021. Enis Rotthoff compuso la banda sonora de la película.
Trigger Warning fue estrenada por Netflix el 21 de junio de 2024.

## Sinopsis
Parker, una investigadora y combatiente militar altamente calificada, está en una misión en Siria con su amigo Spider, cuando la llama el sheriff de su ciudad natal y ex amante, Jesse Swann, para informarle que su padre, Harry, ha muerto en una mina. accidente.
Regresa a su ciudad natal, Creation, Nuevo México, para el funeral de su padre y para resolver los asuntos con su bar llamado Maria's. Parker se reúne con su amigo y gerente del bar, Mike, e investiga la mina, deduciendo que la muerte de Harry no fue un accidente. En un bar, Parker se enfrenta al hermano menor de Jesse, Elvis, y más tarde, rescata al dueño de una ferretería de unos ladrones.
Parker es testigo de cómo Elvis y sus secuaces disparan armas y husmean en la propiedad de su familia. Cuando llama a Spider para que investigue, descubre que Elvis es un traficante de armas en la red oscura que suministra armas a terroristas. Mientras se reencuentra con Jesse, Parker conoce a su padre y senador, Ezekiel Swann, que se postula para la reelección.
Más tarde, después del funeral de Harry, Parker se reúne con Jesse y Ezekiel en su complejo antes de que Spider le envíe un mensaje para informarle que los hombres de Elvis están invadiendo la mina de Harry. Ella se enfrenta a ellos y queman su bar, lo que provoca la muerte de uno de los secuaces y el arresto de Parker.
Jesse confronta a Elvis sobre el incidente y le revela que Elvis había estado usando la mina de Harry para tomar armas de un depósito militar cercano. Se las arreglaron para acceder a un túnel subterráneo y comenzaron a canalizar secretamente armas para venderlas a traficantes de armas, financiando la campaña de Ezekiel y ayudando a Jesse a convertirse en sheriff. Cuando Harry se enteró, lo mataron y lo atribuyeron al colapso de una mina. Ezekiel le dice a Jesse que silencie a Parker y mate a su abogado que sospechaba de ellos.
Jesse, Ezekiel y Elvis se enfrentan más tarde a Parker en las celdas de detención, intentando obtener las imágenes de seguridad de su bar. Luego, ella escapa de las celdas en una patrulla policial y se estrella en un campo en la propiedad de Mike.
Mike y su madre la esconden para que pueda recuperarse en su laboratorio secreto de marihuana mientras Elvis los confronta y amenaza con quemar la propiedad si no le llevan a Parker. Después de 3 días de recuperación, Parker está ansioso por vengarse y, con la ayuda de los amigos de la familia Mo y Frank, reúne suficientes armas para declarar la guerra a los Swann.
Mientras tanto, Ghost, un mercenario, les ha pagado dinero a los Swann por adelantado por esas armas, y no se entregan debido a la interferencia de Parker. Cuando se le presiona sobre el asunto, Ezekiel admite que ya gastó el dinero en su campaña de reelección. Parker se infiltra en el complejo Swann y se enfrenta a Ezekiel, obteniendo respuestas sobre lo que le pasó a su padre antes de matarlo.
Spider llega a las minas para ayudar a Parker antes de encontrarse con los matones de Ghost. Parker destruye un camión de armas para distraer a los matones, lo que le permite a ella y a Spider matarlos antes de que ella apuñale a Elvis hasta matarlo. Mo, Frank y los amigos de la familia de Parker llegan a las minas para ayudarla a llevar a cabo su misión y descubren la salida del depósito militar.
Jesse llega con una granada en la mano, desesperado por tomar el control de la situación. Parker se ofrece a ayudarlo, pero se da cuenta de que no hay un final feliz para él y la empuja antes de hacerse estallar.
Con la familia Swann muerta, Parker puede seguir adelante con su vida. Más tarde, mientras viaja con Spider por el desierto, Mikey la llama por video sobre la reapertura del bar de María.

## Reparto
- Jessica Alba como Parker, un comando de las Fuerzas Especiales en servicio activo.
- Anthony Michael Hall como el senador Ezekiel Swann, un senador.
- Mark Webber como Jesse, el sheriff y el hijo mayor de Ezekiel, y exnovio de Parker.
- Jake Weary como Elvis, el hijo menor de Ezekiel, hermano de Jesse y traficante de armas.
- Tone Bell como Spider, un especialista en operaciones encubiertas y hacker.
- Alejandro De Hoyos como Harry, mentor de Jesse y padre de Parker.
- Gabriel Basso como Mike, productor de cannabis y amigo de Parker.
- Kaiwi Lyman como Ghost
- Hari Dhillon como Mohamed
- Nadiv Molcho como Beck
- Peter Monro como Mickey
- Stephanie Jones como Georgia, la madre de Mike.
- James Cady como Frank, el amigo de Harry.
- Jerry G. Angelo como Adam
- David DeLao como Luis Torres

## Producción
En junio de 2016, Thunder Road Films adquirió el guion especulativo de Josh Olson y John Brancato para Trigger Warning. Basil Iwanyk y Erica Lee se encargaron de producir la película, descrita como una First Blood femenina con elementos de John Wick. En mayo de 2020, Netflix compró la película y el director indonesio Mouly Surya fue elegido para hacer su primera película en inglés, mientras que Jessica Alba se incorporó como protagonista y productora ejecutiva. En septiembre de 2021, Anthony Michael Hall, Mark Webber, Alejandro De Hoyos, Tone Bell, Jake Weary y Gabriel Basso fueron elegidos, con Halley Gross revisando el guion. Estaba previsto que el rodaje comenzara en Nuevo México en el otoño de 2021. El 1 de octubre de 2021, el miembro de la producción James Saul fue hospitalizado después de que un cable roto lo golpeara y se rompiera la pierna. Enis Rotthoff compuso la banda sonora de la película.

## Estreno
Netflix estrenó Trigger Warning el 21 de junio de 2024.